# Kolcowłosek
Kolcowłosek (Scolomys) – rodzaj ssaków z podrodziny bawełniaków (Sigmodontinae) w obrębie rodziny chomikowatych (Cricetidae).

## Rozmieszczenie geograficzne
Rodzaj obejmuje gatunki występujące w Ameryce Południowej.

## Morfologia
Długość ciała (bez ogona) 85–114 mm, długość ogona 55–78 mm, długość ucha 13–17 mm, długość tylnej stopy 18–23 mm; masa ciała 20–34 g.

## Systematyka
Rodzaj zdefiniował w 1924 roku amerykański teriolog i paleontolog Harold Elmer Anthony w artykule poświęconym wstępnemu raportowi na temat ekwadorskich ssaków, opublikowanym w czasopiśmie American Museum Novitates. Gatunkiem typowym jest (oryginalne oznaczenie) kolcowłosek krótkonosy (S. melanops). 

### Etymologia
Scolomys: gr. σκωλος skōlos ‘cierń, kolec’; μυς mus, μυος muos ‘mysz’.

### Podział systematyczny
Do rodzaju należą następujące gatunki:
| Grafika | Gatunek              | Autor i rok opisu | Nazwa zwyczajowa       | Podgatunki         | Rozmieszczenie geograficzne | Podstawowe wymiary                         | Status IUCN |
| ------- | -------------------- | ----------------- | ---------------------- | ------------------ | --- | ------------------------------------------ | ----------- |
|         | Scolomys ucayalensis | Pacheco, 1991     | kolcowłosek długonosy  | gatunek monotypowy | skrajnie południowa Kolumbia, wschodni Ekwador, północno-wschodnie Peru i zachodnia Brazylia                                                                    | DC: 8,8–11,4 cm DO: 6–7,8 cm MC: 20–34 g   | LC          |
|         | Scolomys melanops    | Anthony, 1924     | kolcowłosek krótkonosy | gatunek monotypowy | wschodni Ekwador i północno-wschodnie Peru pomiędzy północnym brzegiem rzek Napo, Pastaza i północną częścią rzeki Amazonka; zakres wysokości: 15–1200 m n.p.m. | DC: 8,5–10,4 cm DO: 5,5–7,6 cm MC: 20–33 g | LC          |

Kategorie IUCN:  LC  – gatunek najmniejszej troski.